# خورشیدگرفتگی ۸ آوریل ۲۰۲۴

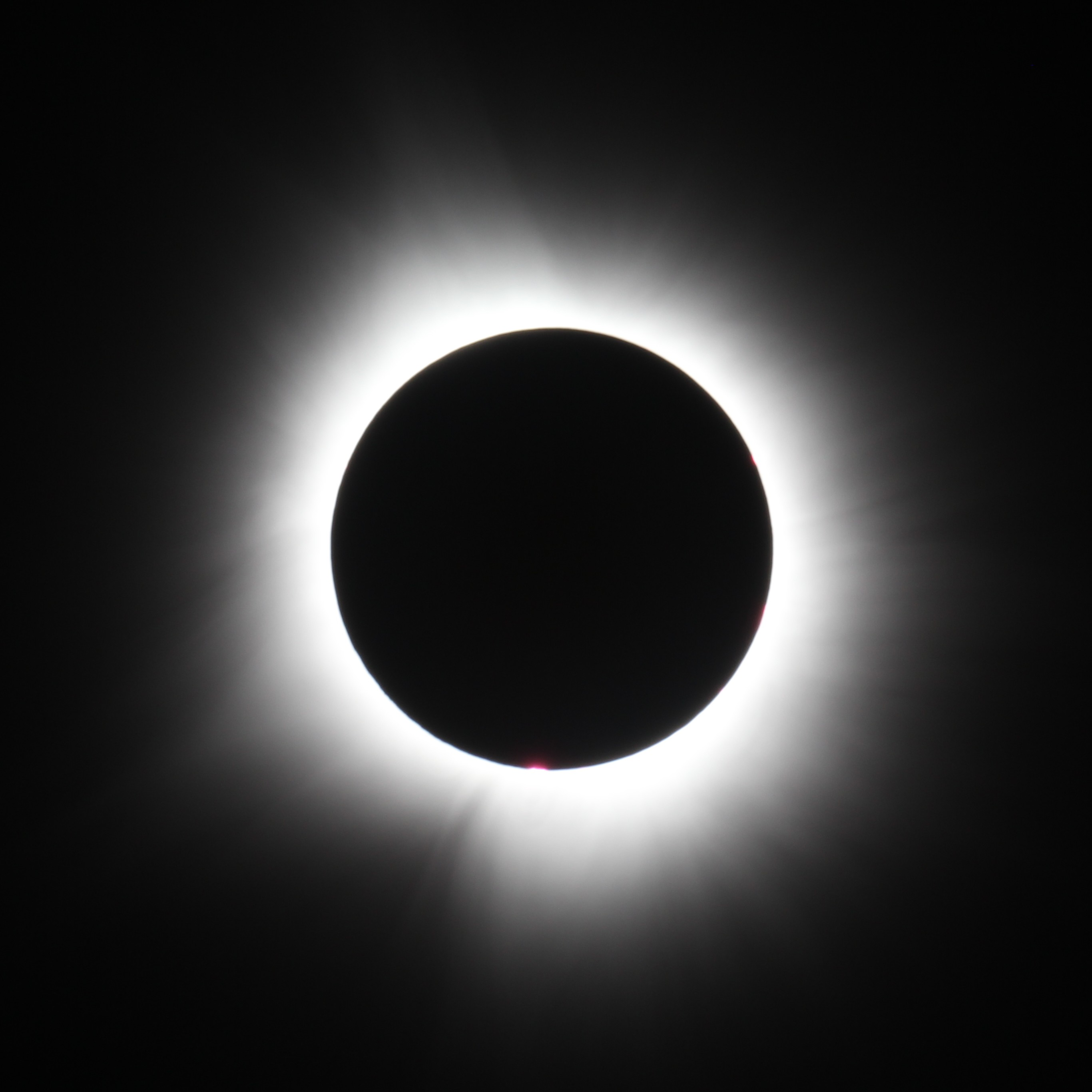
خورشید گرفتگی کامل، در ایندیاناپلیس، ایندیانا دیده شد

خورشیدگرفتگی ۸ آوریل ۲۰۲۴ (نام علمی: Solar eclipse of April 8, 2024) یک خورشیدگرفتگی از نوع خورشیدگرفتگی کامل بود. این خورشیدگرفتگی در تاریخ ۸ آوریل ۲۰۲۴ میلادی روی داد که زمان اوج آن، ساعت ۱۸:۱۸:۲۹ به‌وقت ساعت هماهنگ جهانی بود. مدت زمان و طول این خورشیدگرفتگی ۴ دقیقه و ۲۸ ثانیه بود این خورشید گرفتگی در آمریکا قابل مشاهده بود.
این خورشید گرفتگی نخستین خورشید گرفتگی کامل بعد از خورشیدگرفتگی ۲۶ فوریه ۱۹۷۹ بود که در استان‌های کانادا قابل مشاهده است.
این خورشیدگرفتگی نخستین خورشیدگرفتگی بعد از خورشیدگرفتگی ۱۱ ژوئیه ۱۹۹۱ در مکزیک و همچنین نخستین خورشیدگرفتگی بعد از خورشیدگرفتگی ۲۱ اوت ۲۰۱۷ در ایالات متحده نیز بود. خورشیدگرفتگی آوریل ۲۰۲۴ تنها خورشیدگرفتگی کامل در قرن بیست و یکم خواهد بود که در سراسر مکزیک، ایالات متحده و کانادا قابل مشاهده بود. همچنین آخرین خورشیدگرفتگی کامل قابل مشاهده در ایالات متحده تا ۲۳ اوت ۲۰۴۴ بود.

## گالری تصاویر

### خورشیدگرفتگی کامل

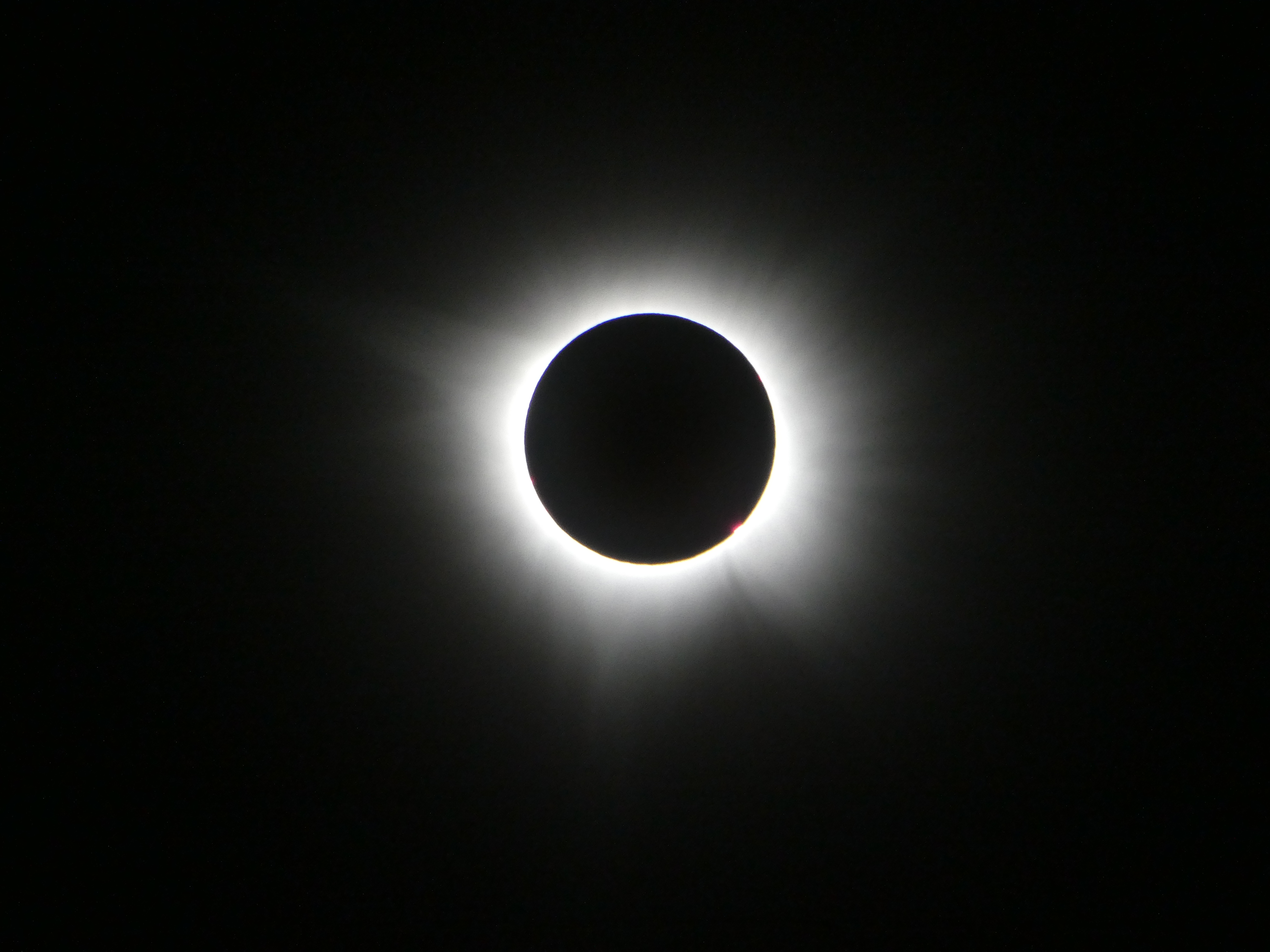
دورانگو
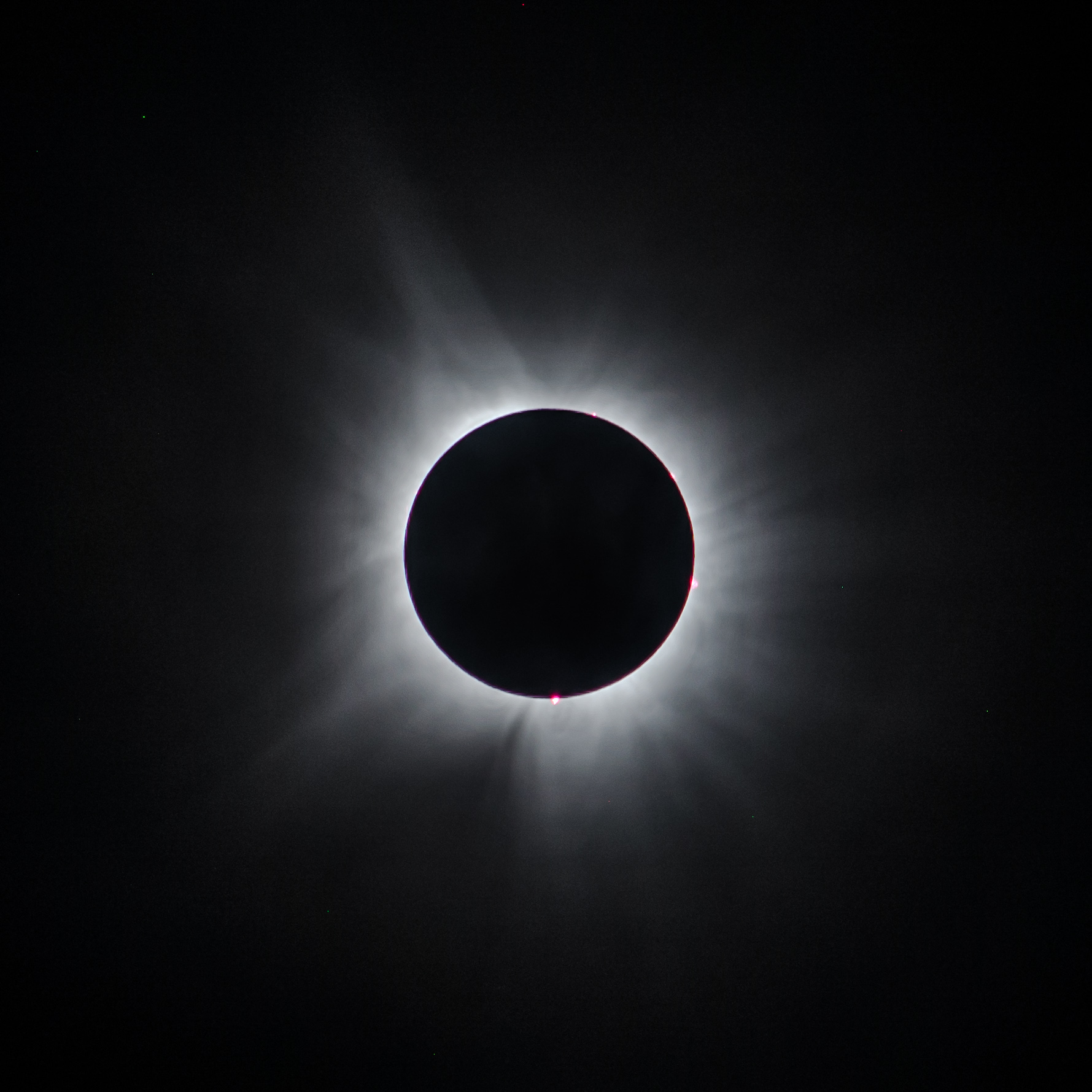
راسلویل (آرکانزاس)
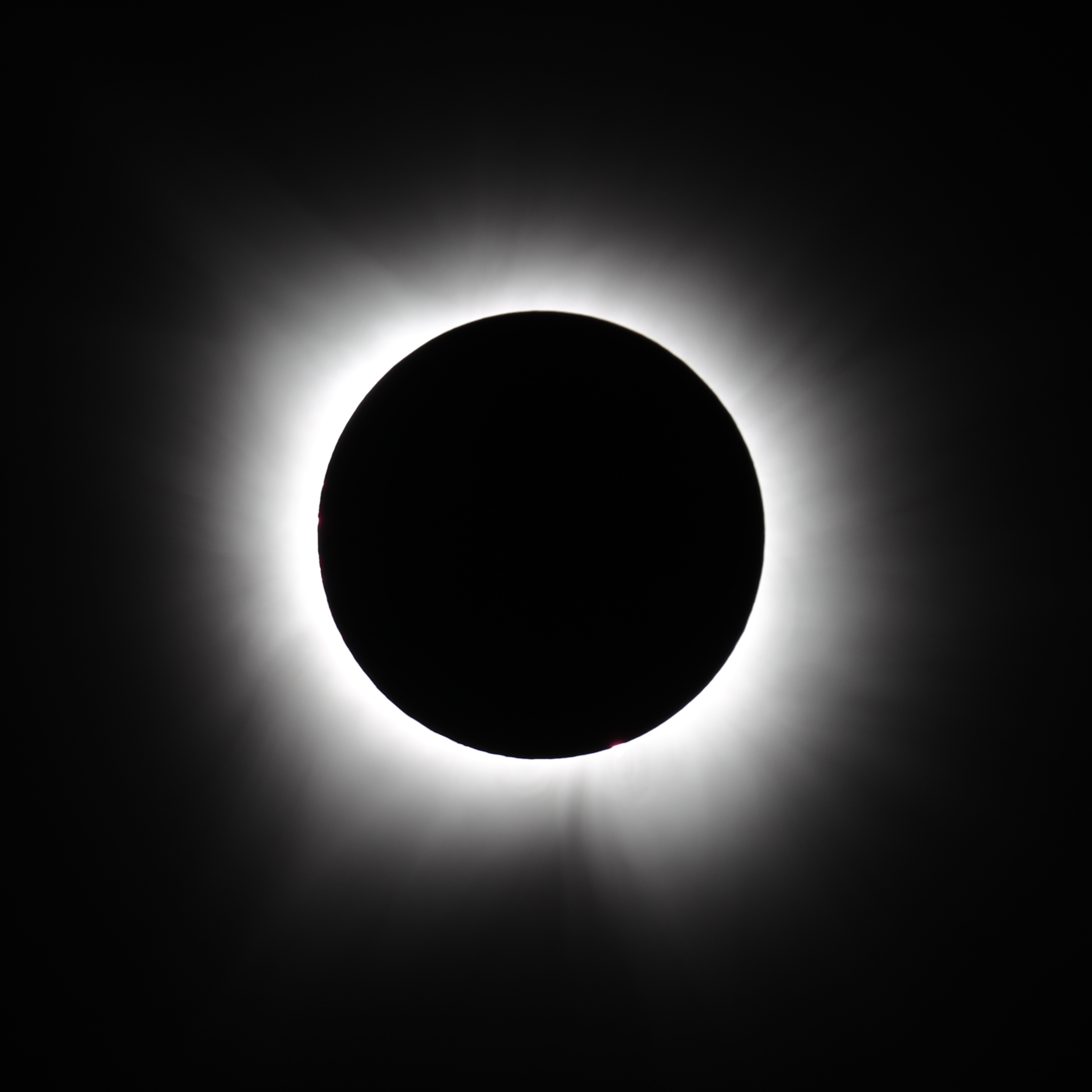
هات اسپرینگز
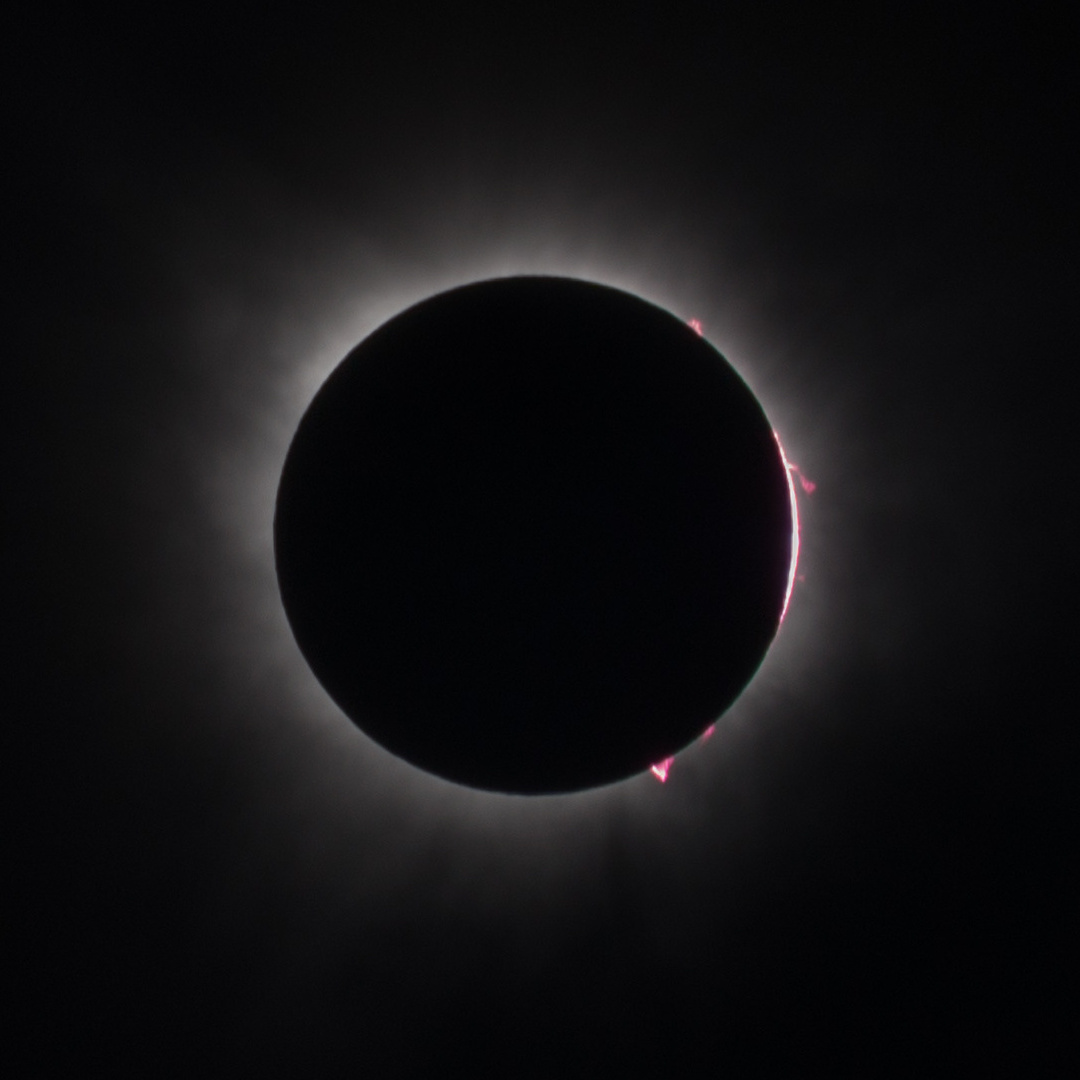
پلینو
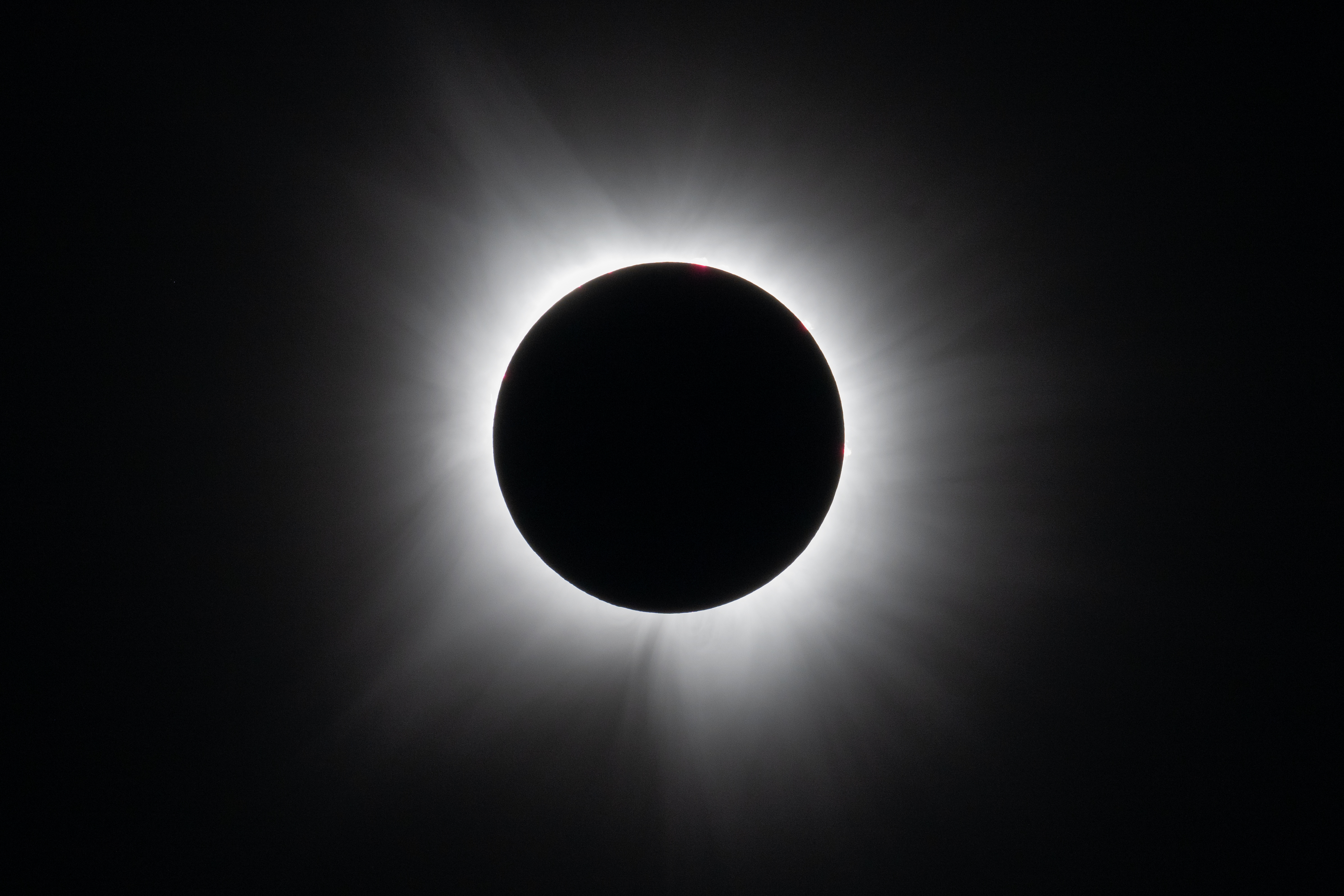
دالاس، تگزاس
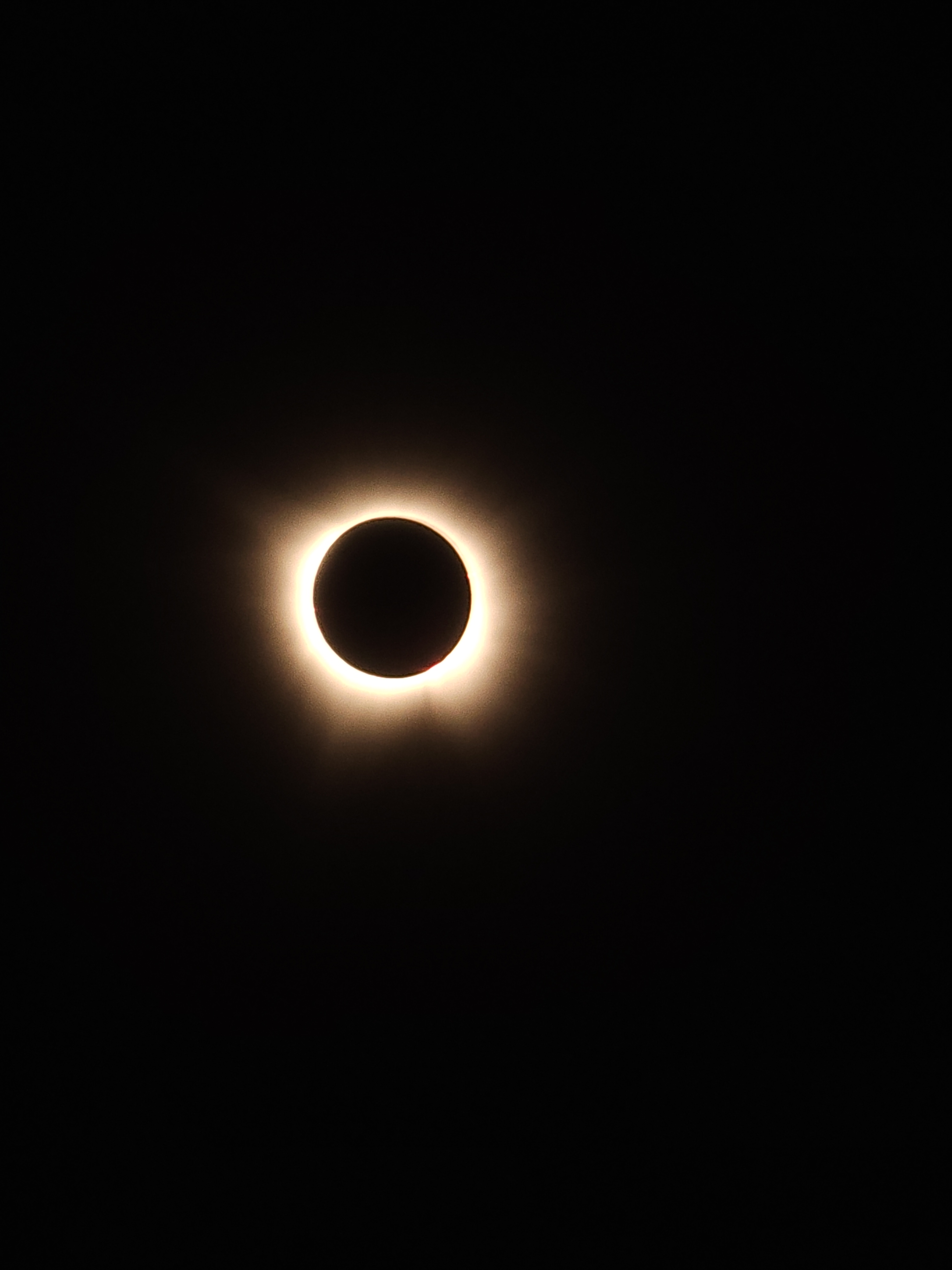
آستین
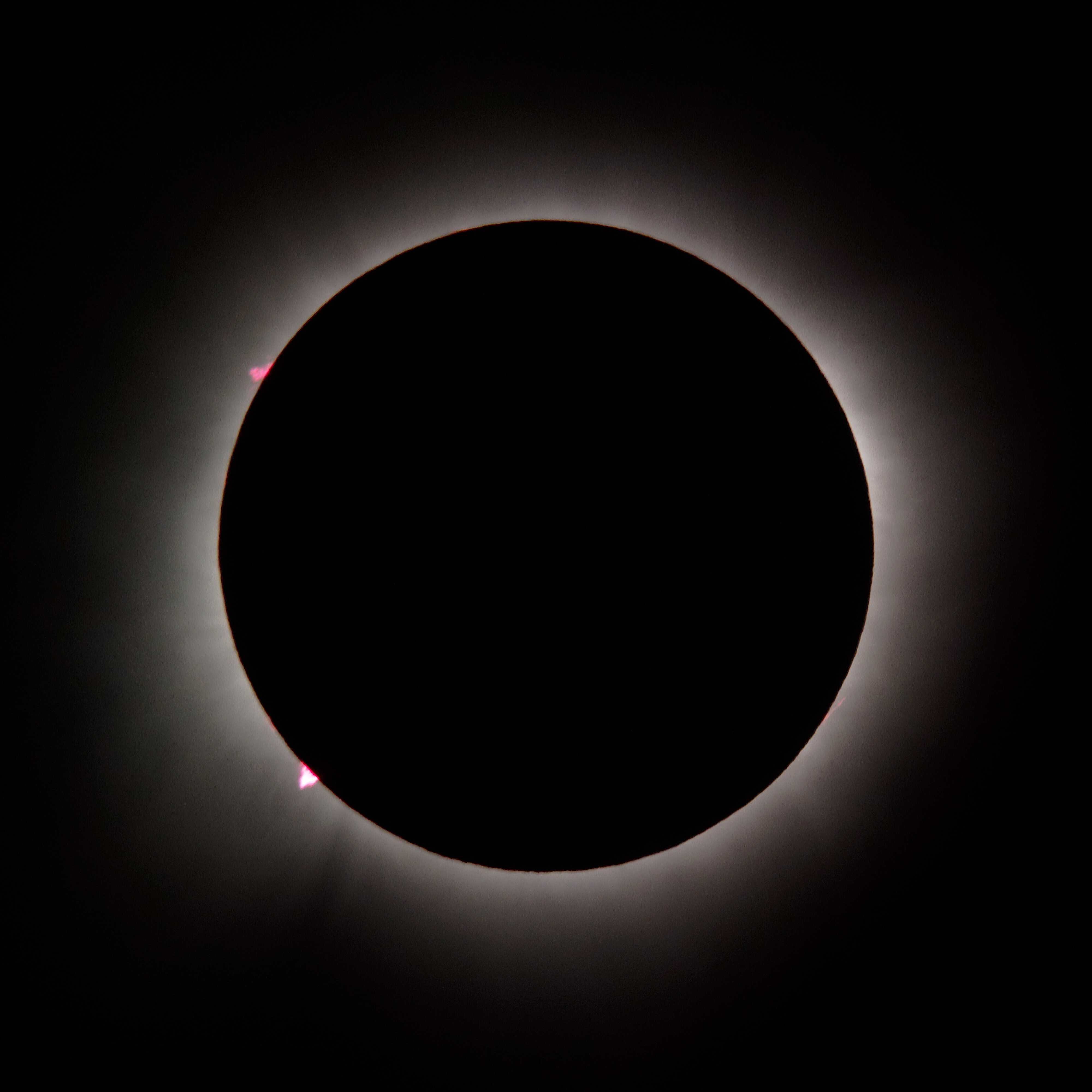
ابوت، تگزاس
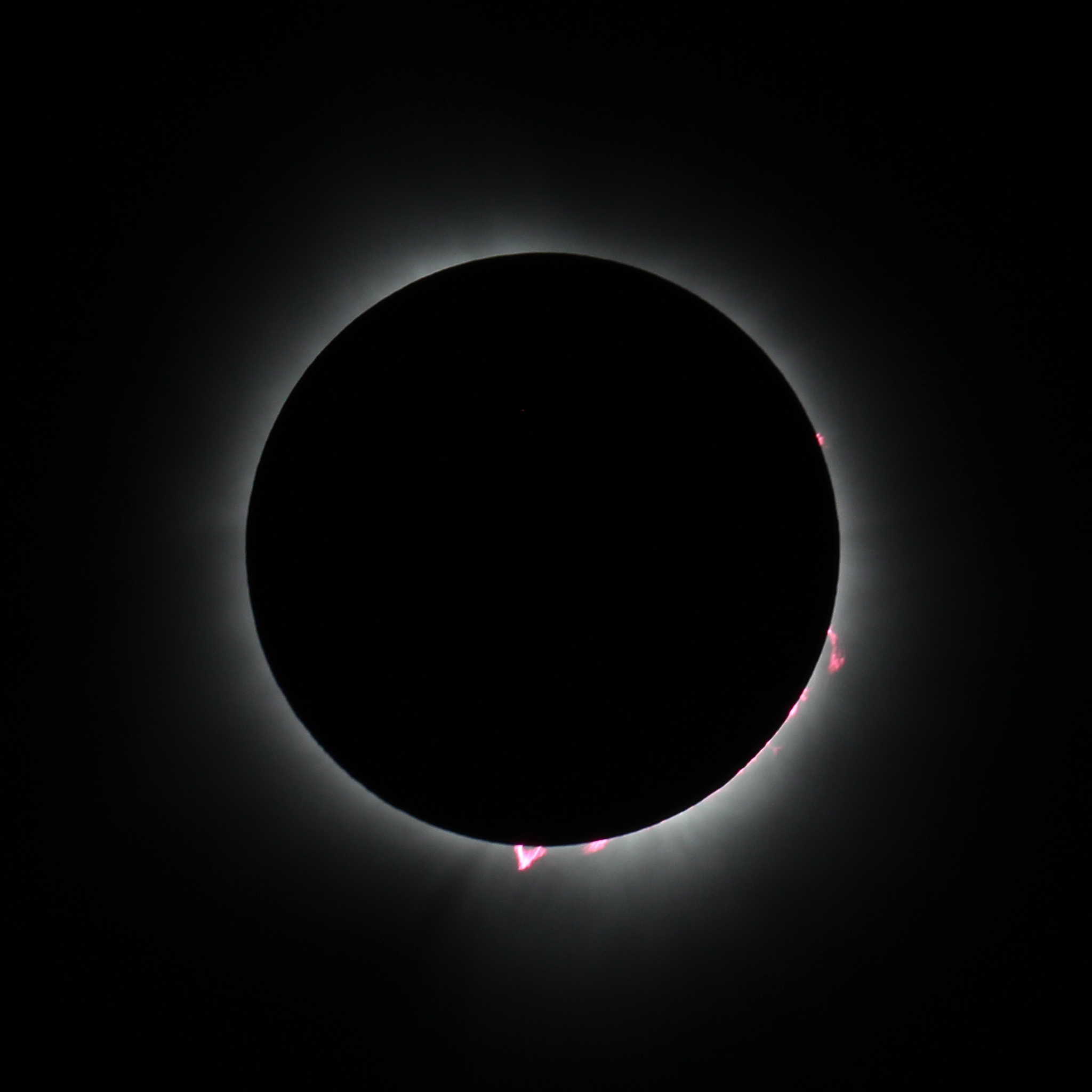
ایندیاناپلیس
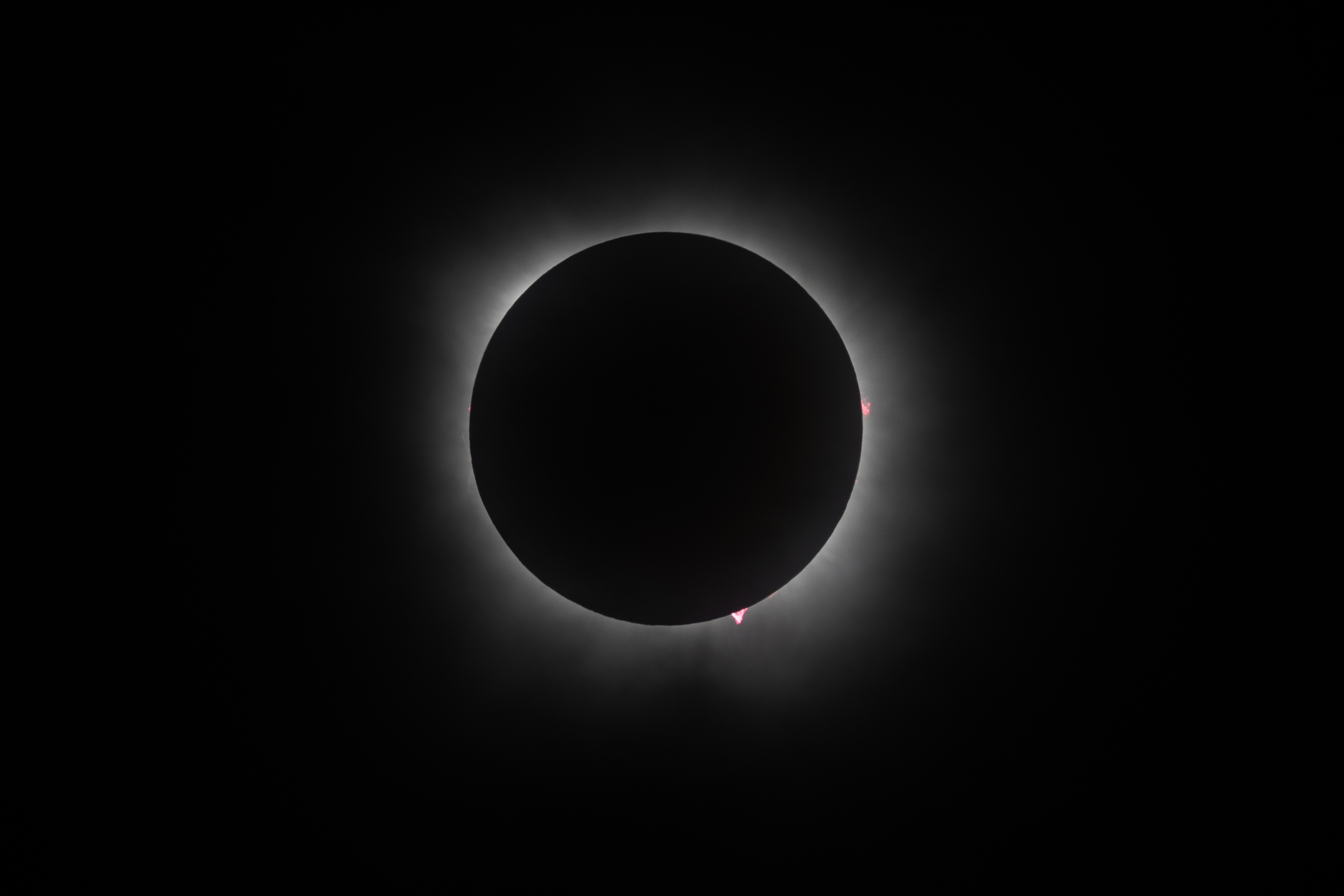
پنسیلوانیا
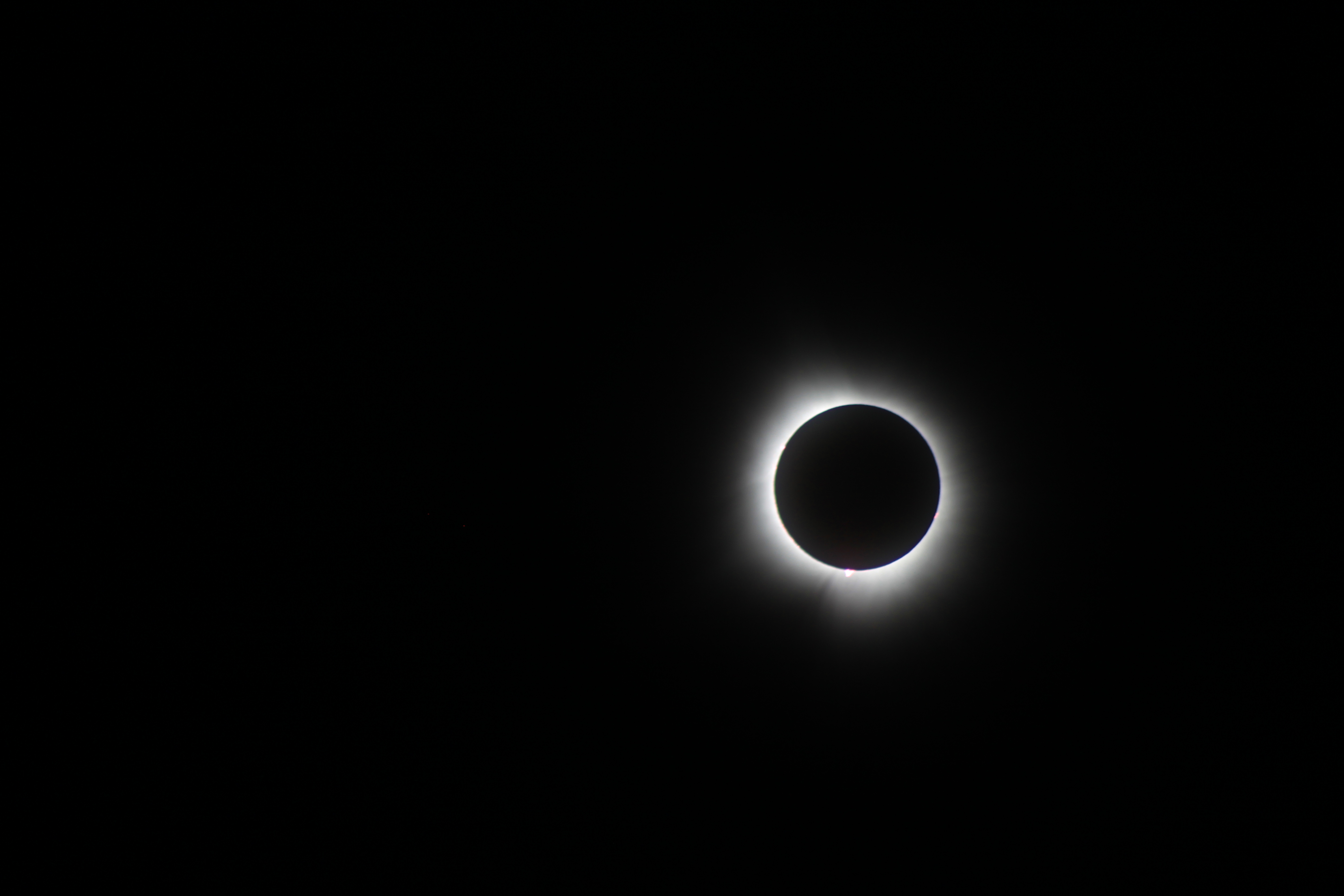
ورمانت
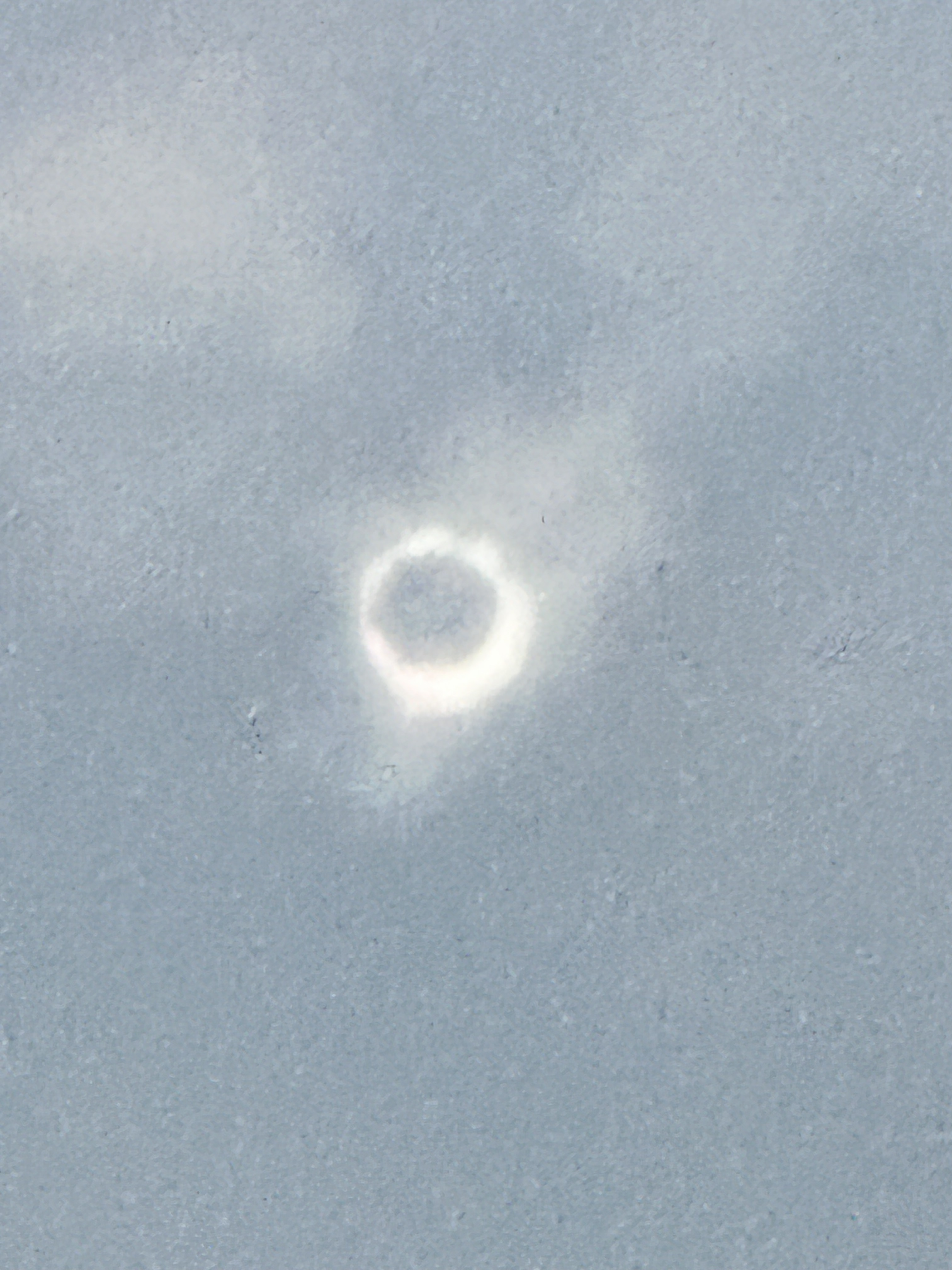
سیراکیوس، نیویورک
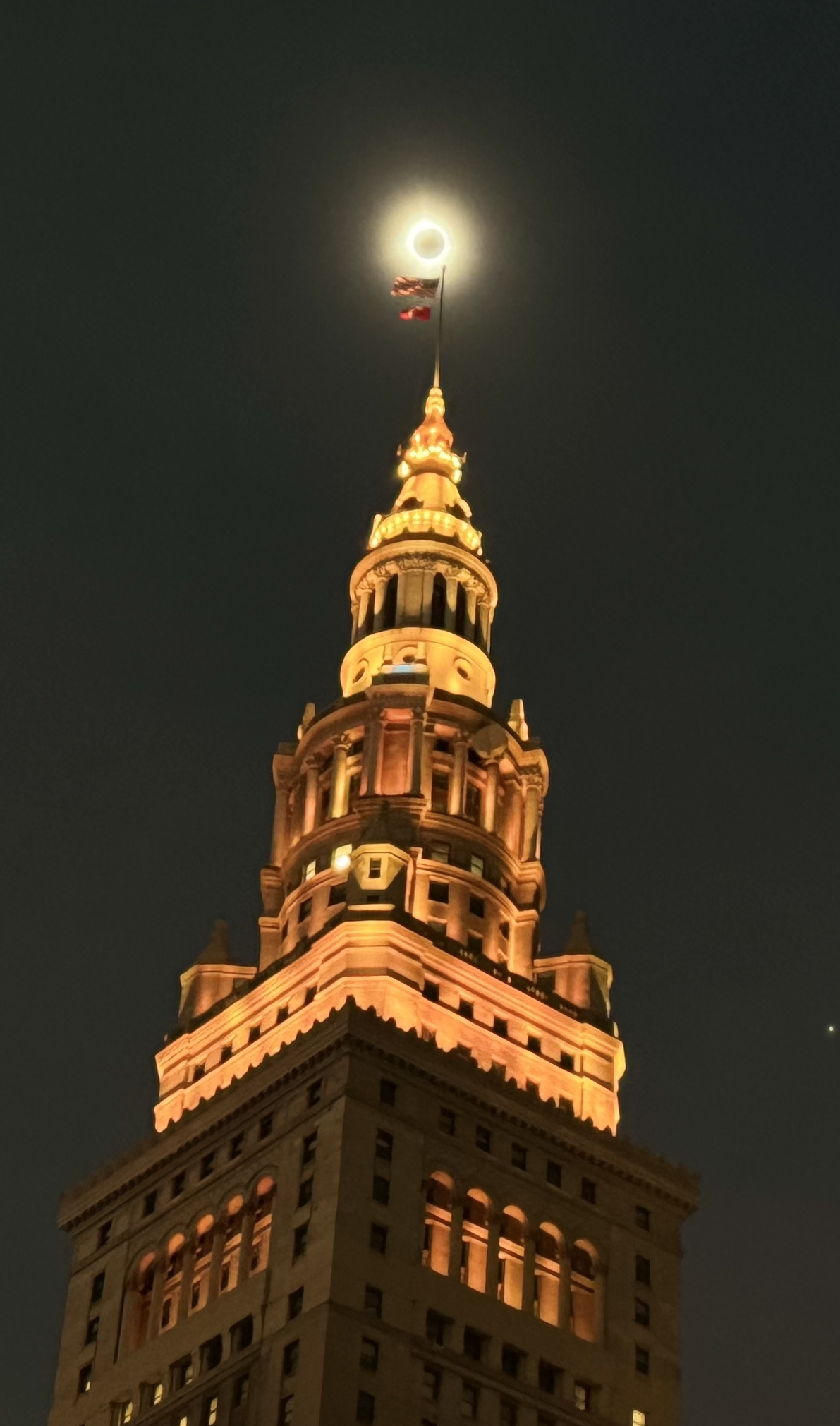
کلیولند
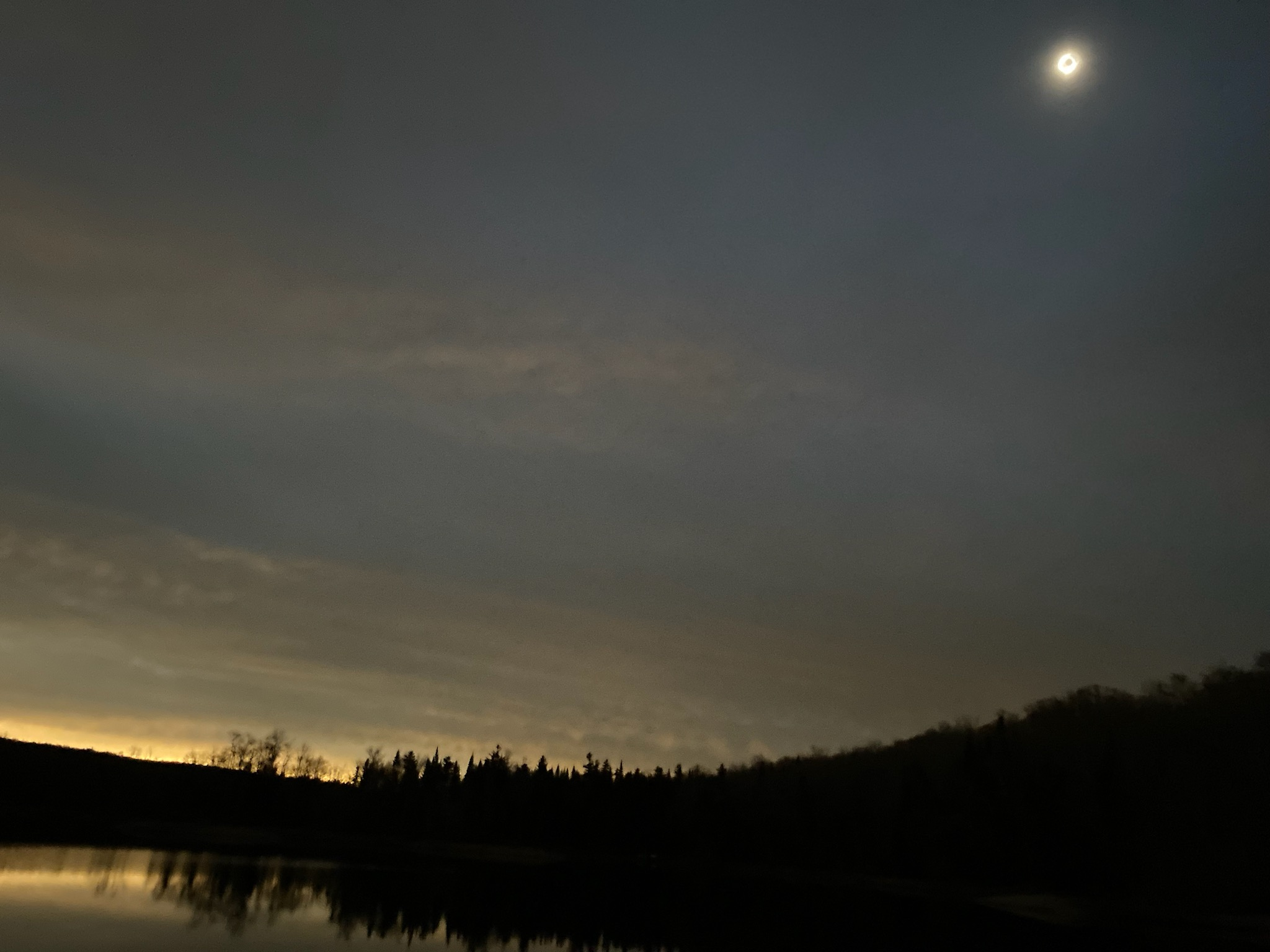
نیویورک

### خورشیدگرفتگی جزئی

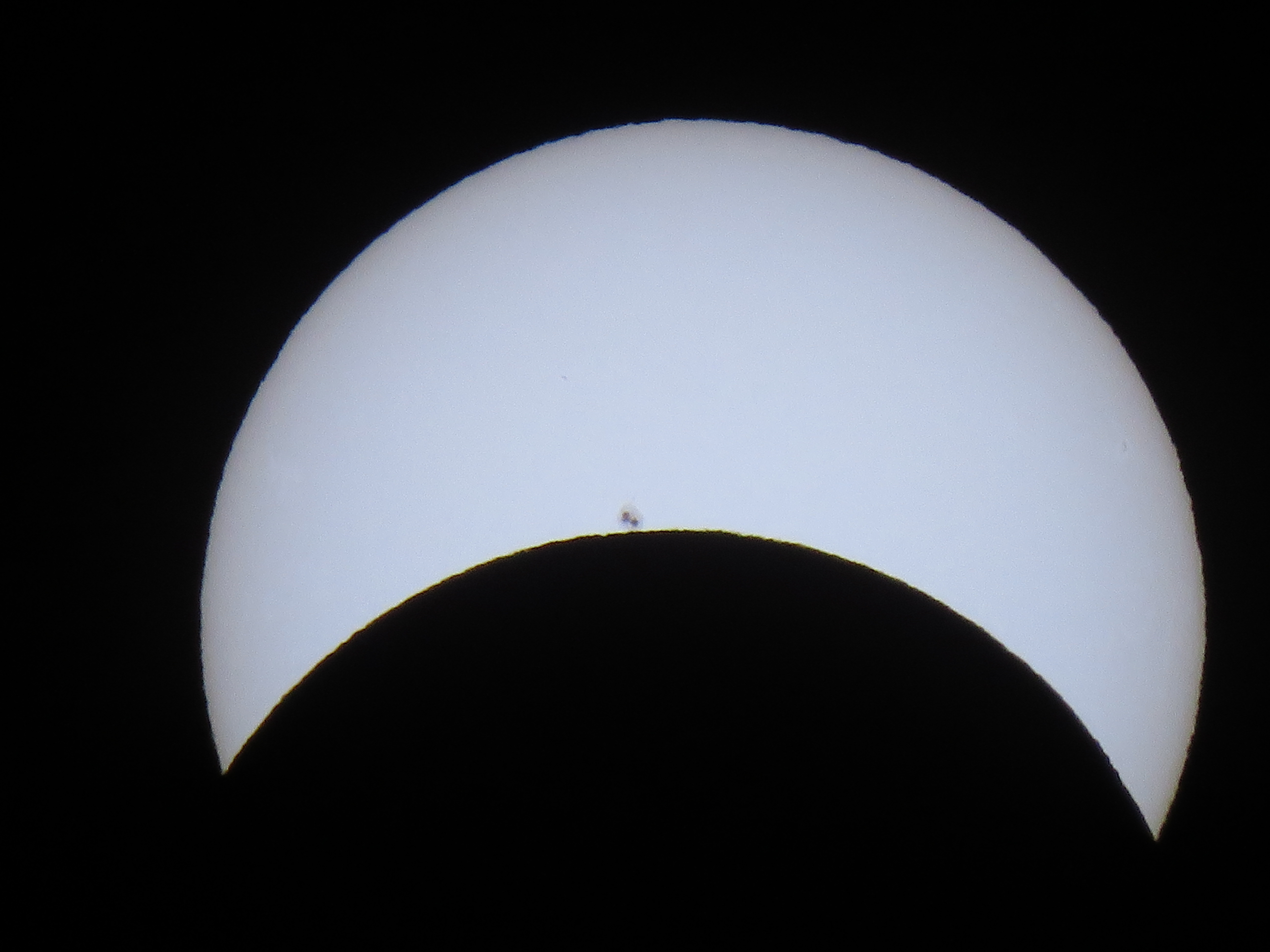
سانتا آنا، کالیفرنیا
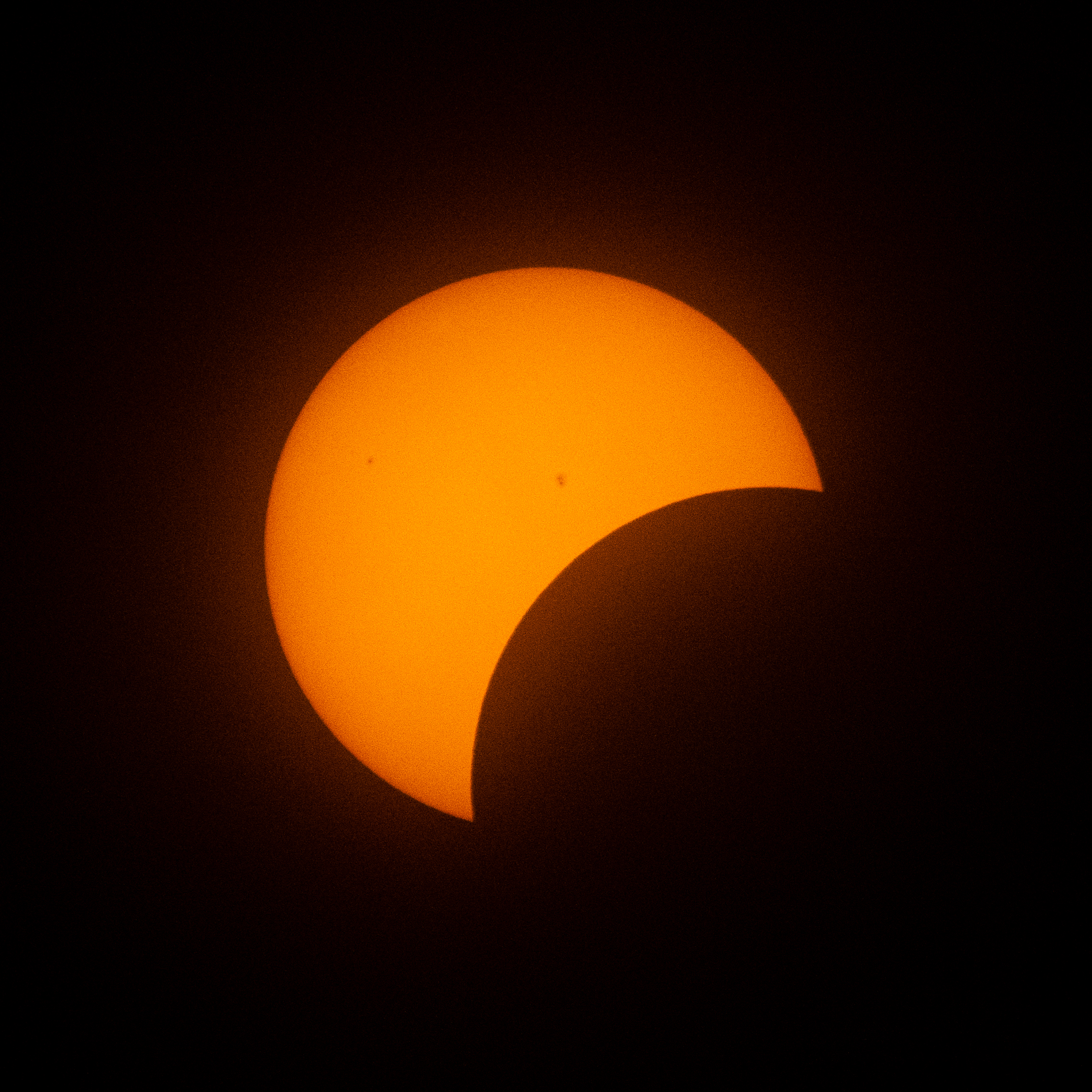
ایندیاناپلیس
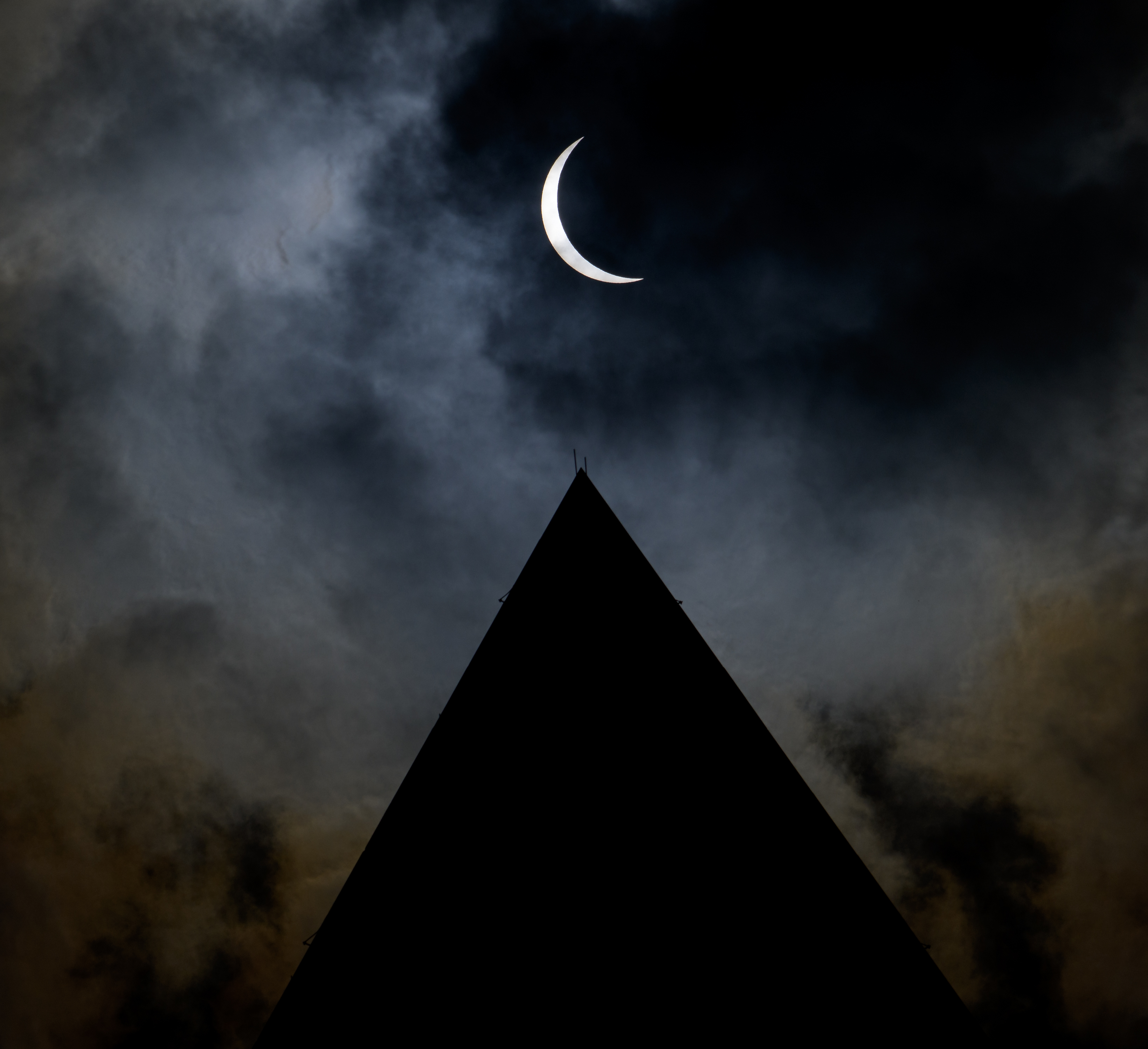
واشینگتن، دی.سی.
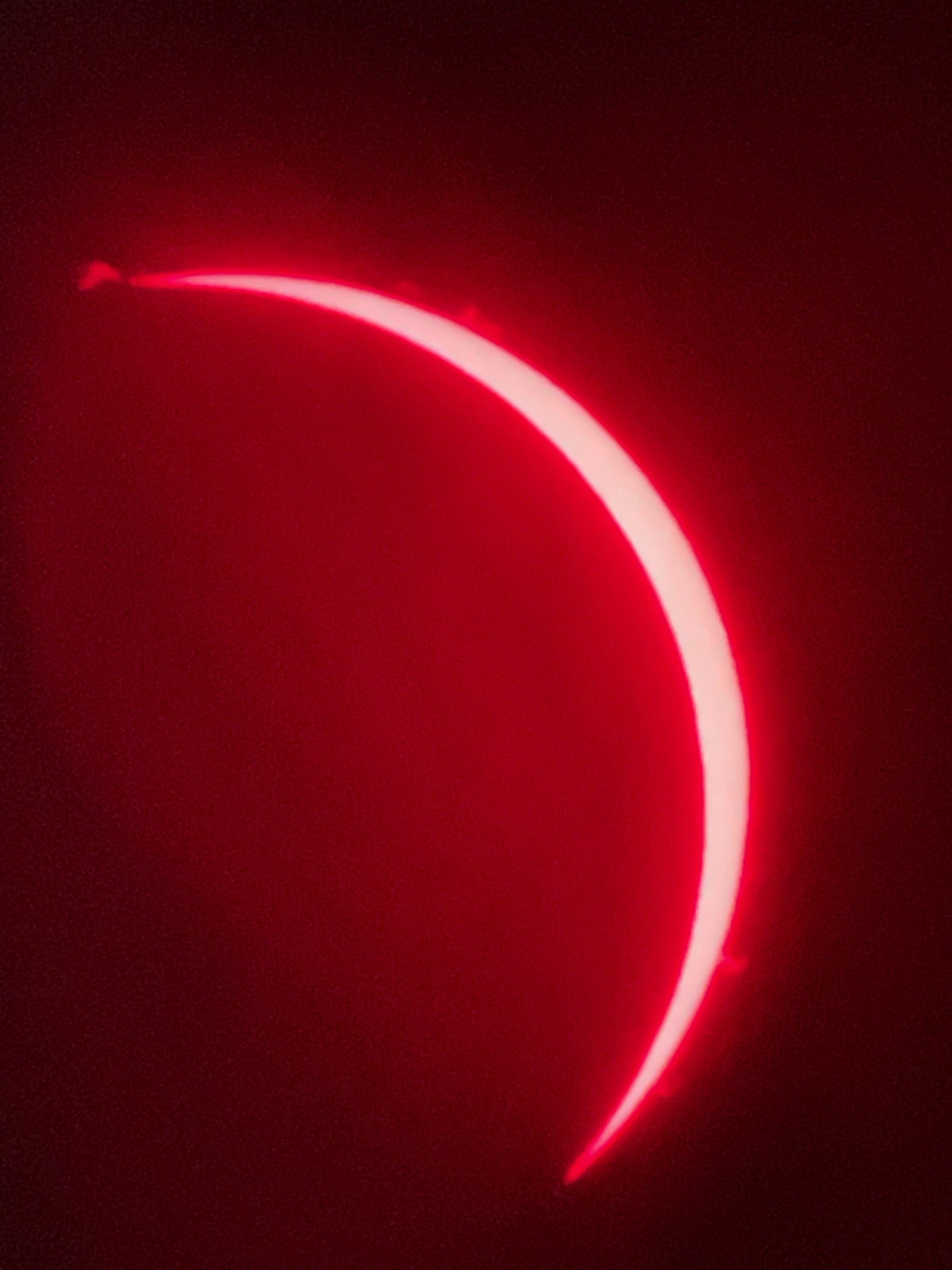
انتاریو، کانادا
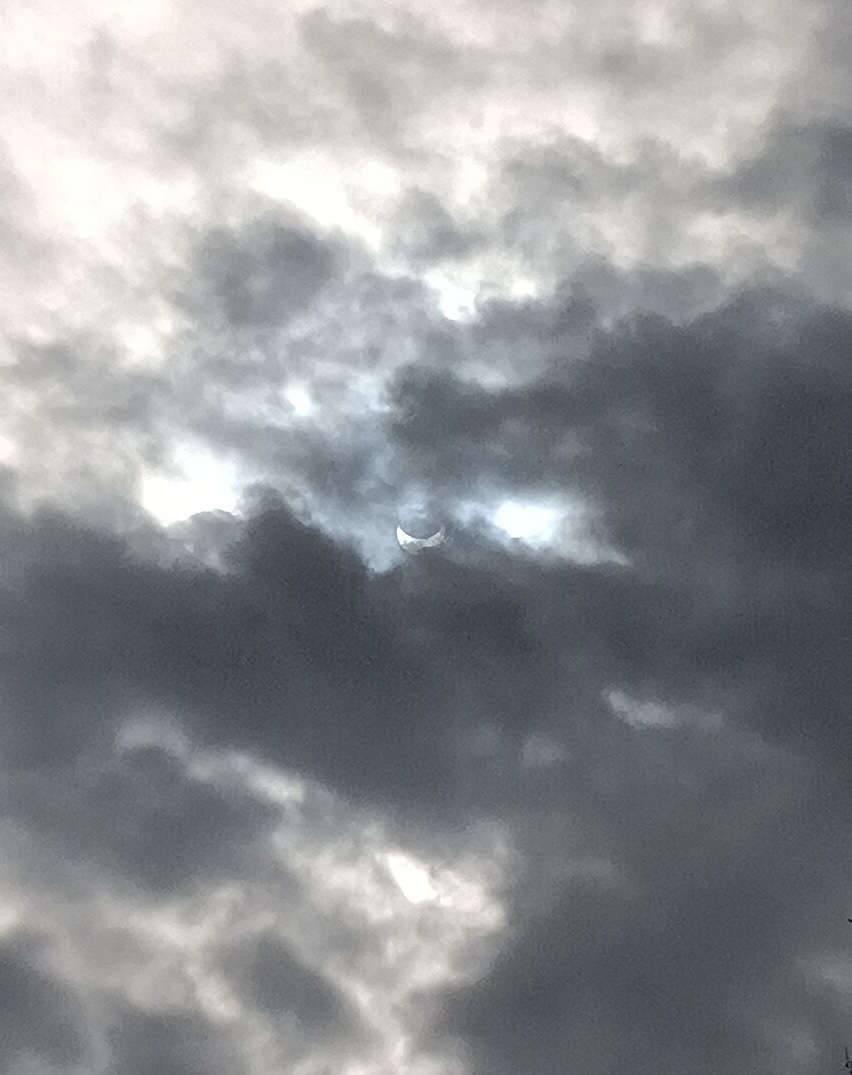
پلینفیلد، نیوجرسی
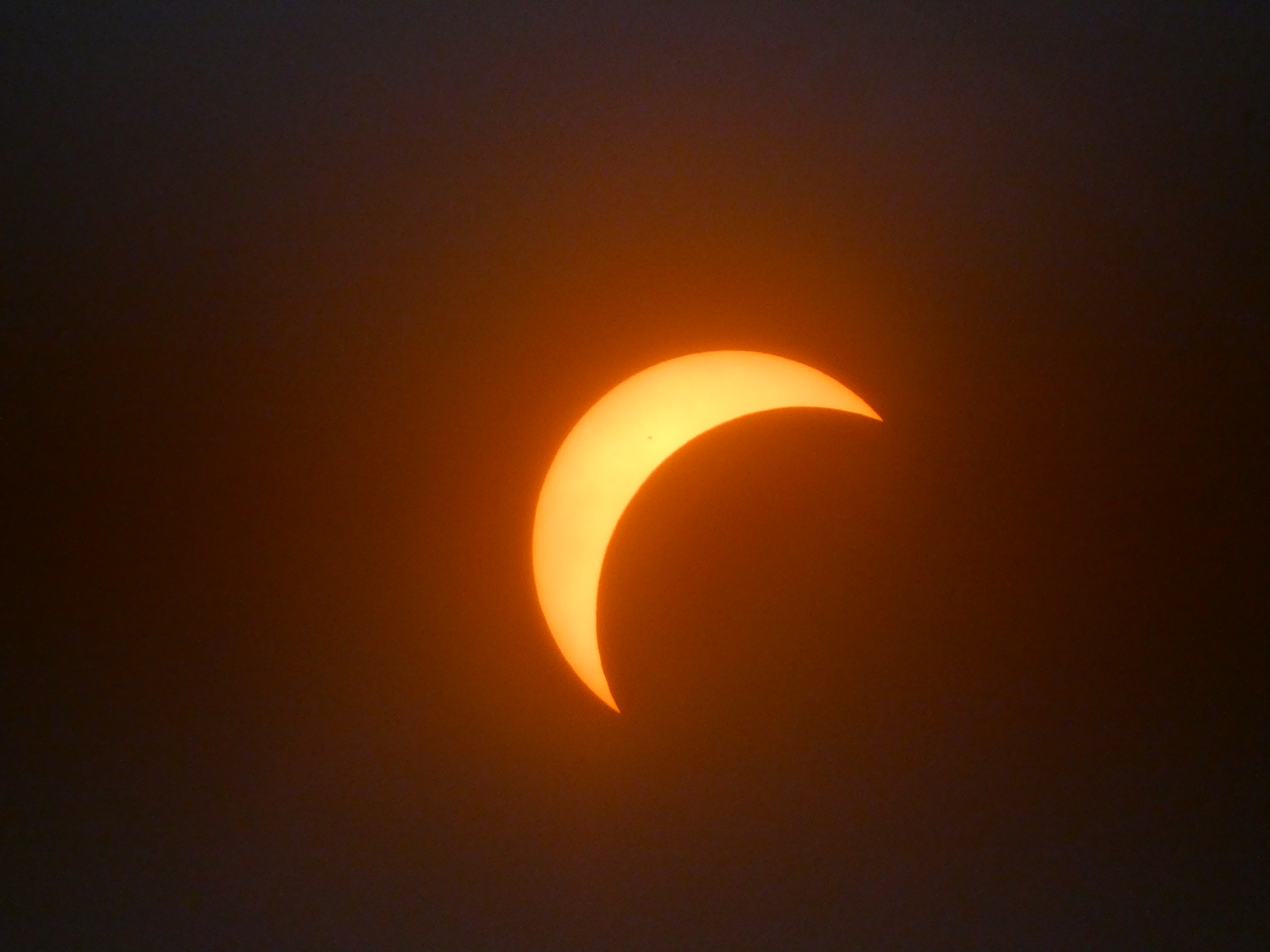
دره دلاور
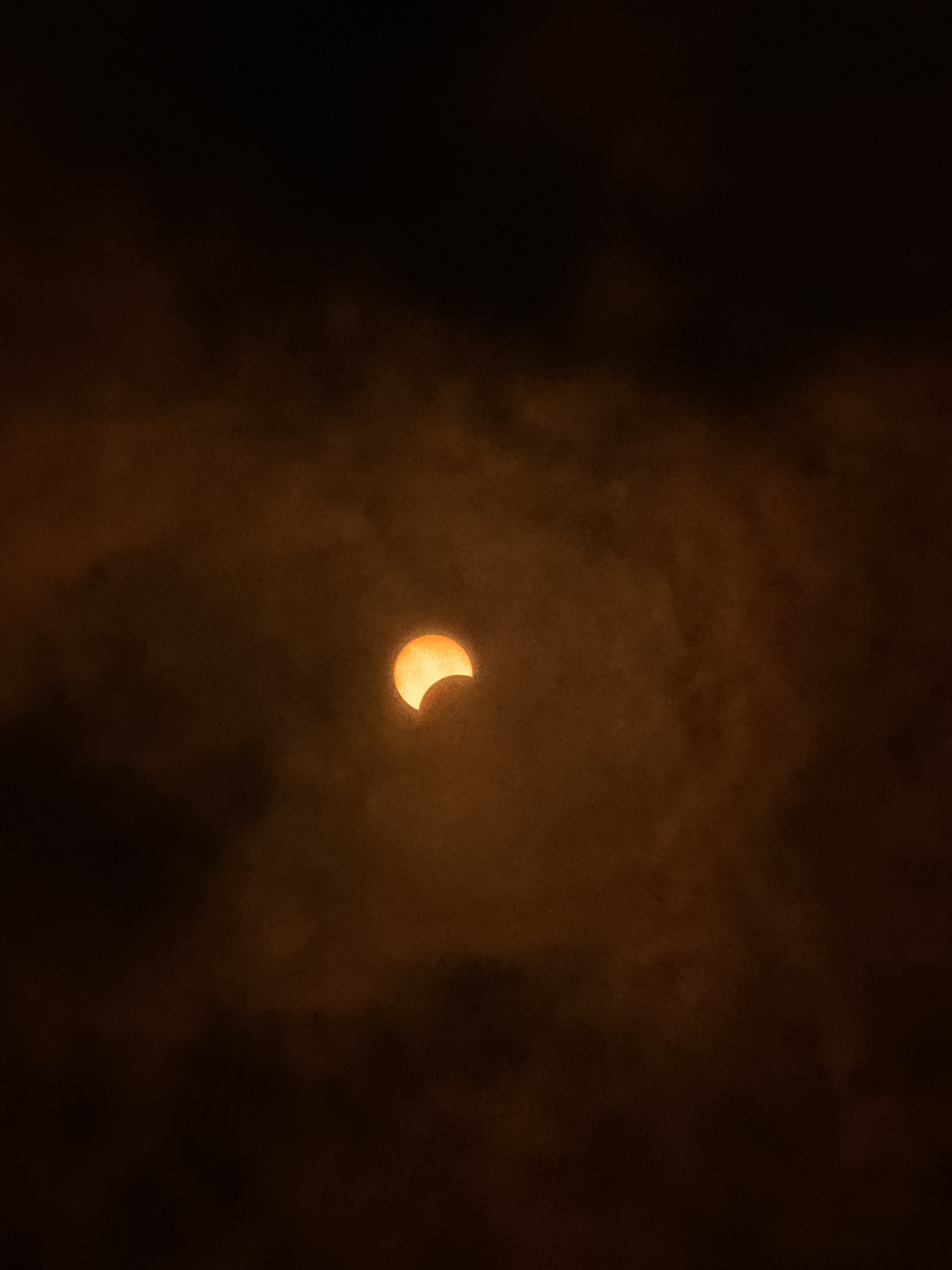
فیلادلفیا، پنسیلوانیا
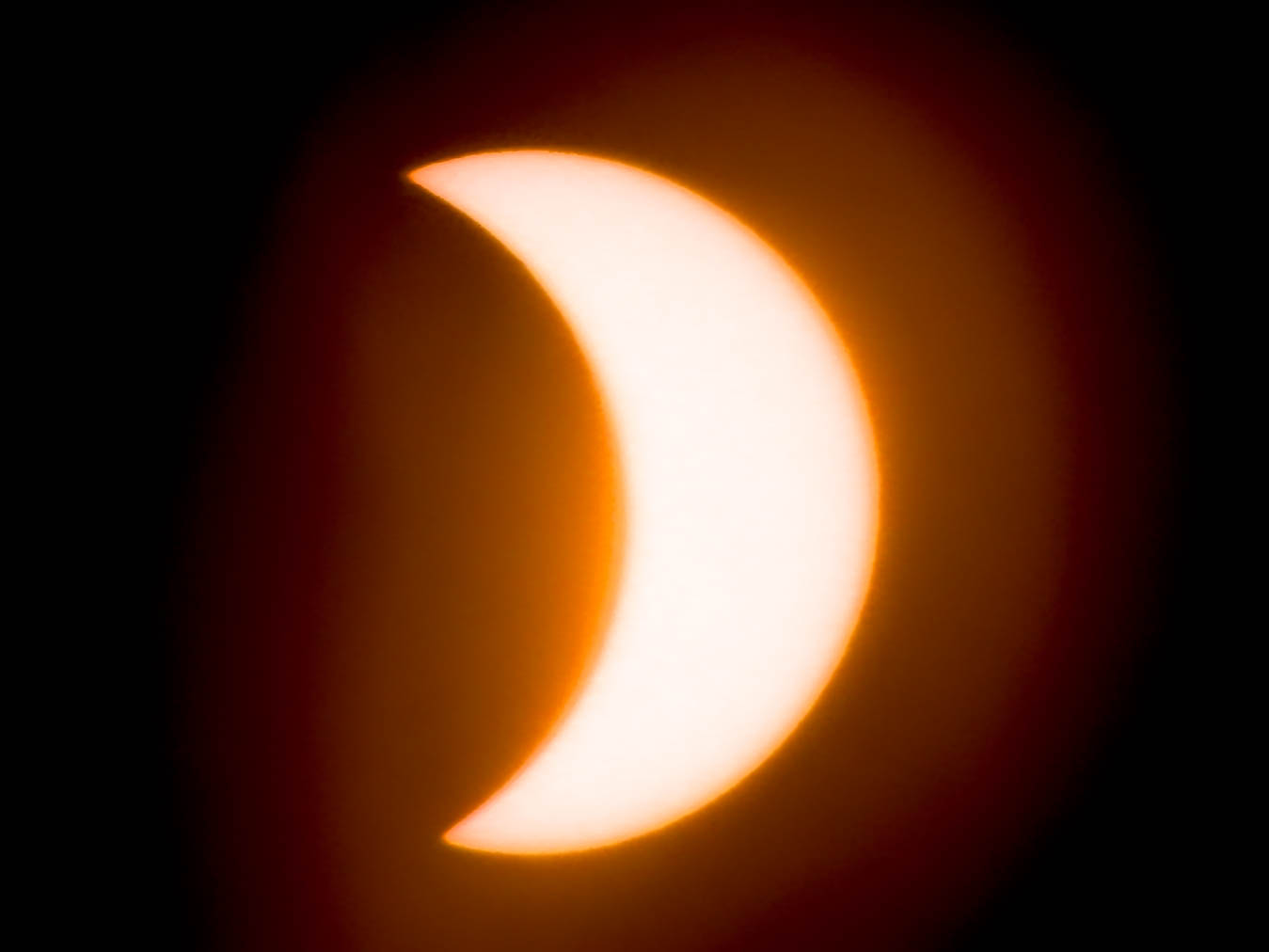
میشیگان
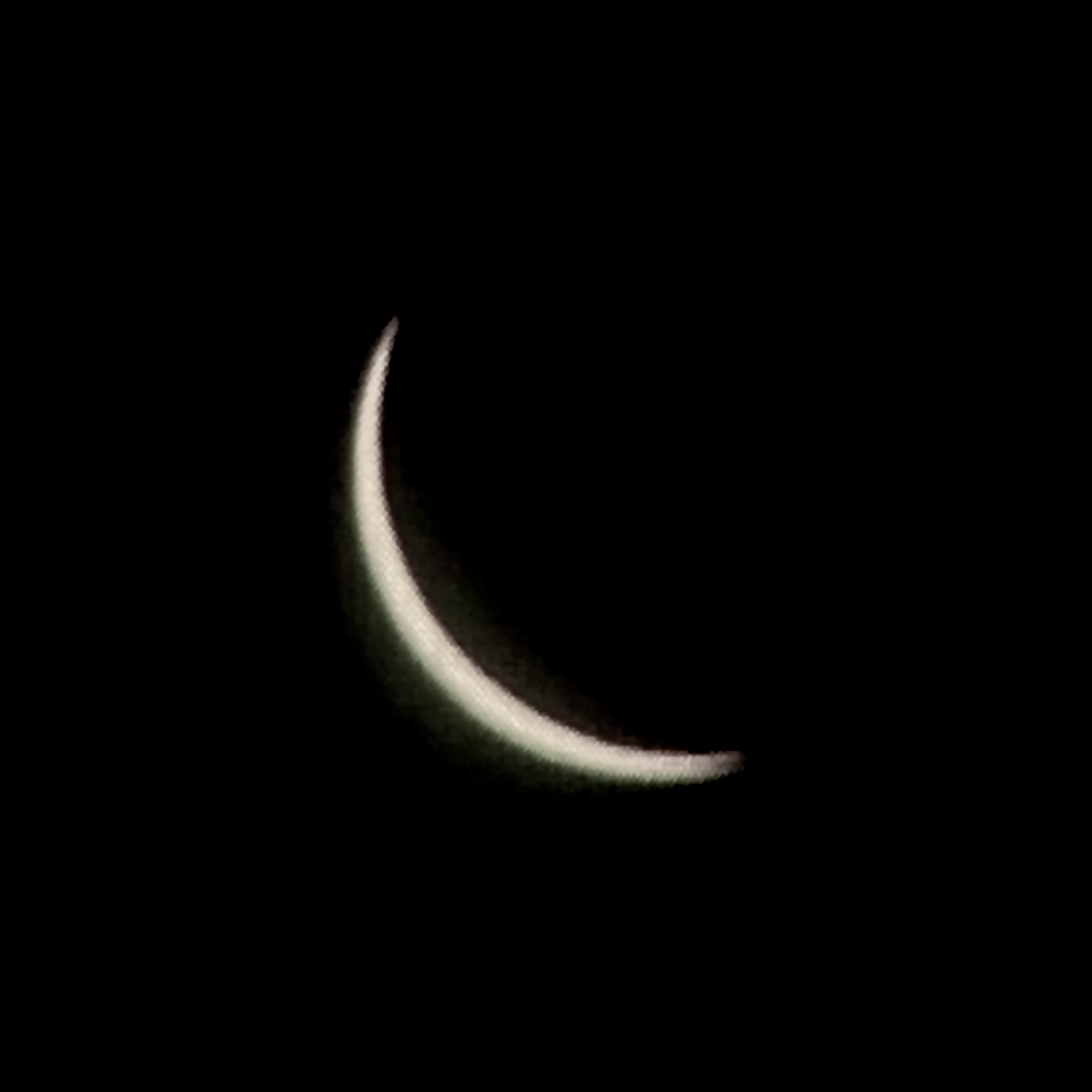
سن نیکولاس د لوس گارزا
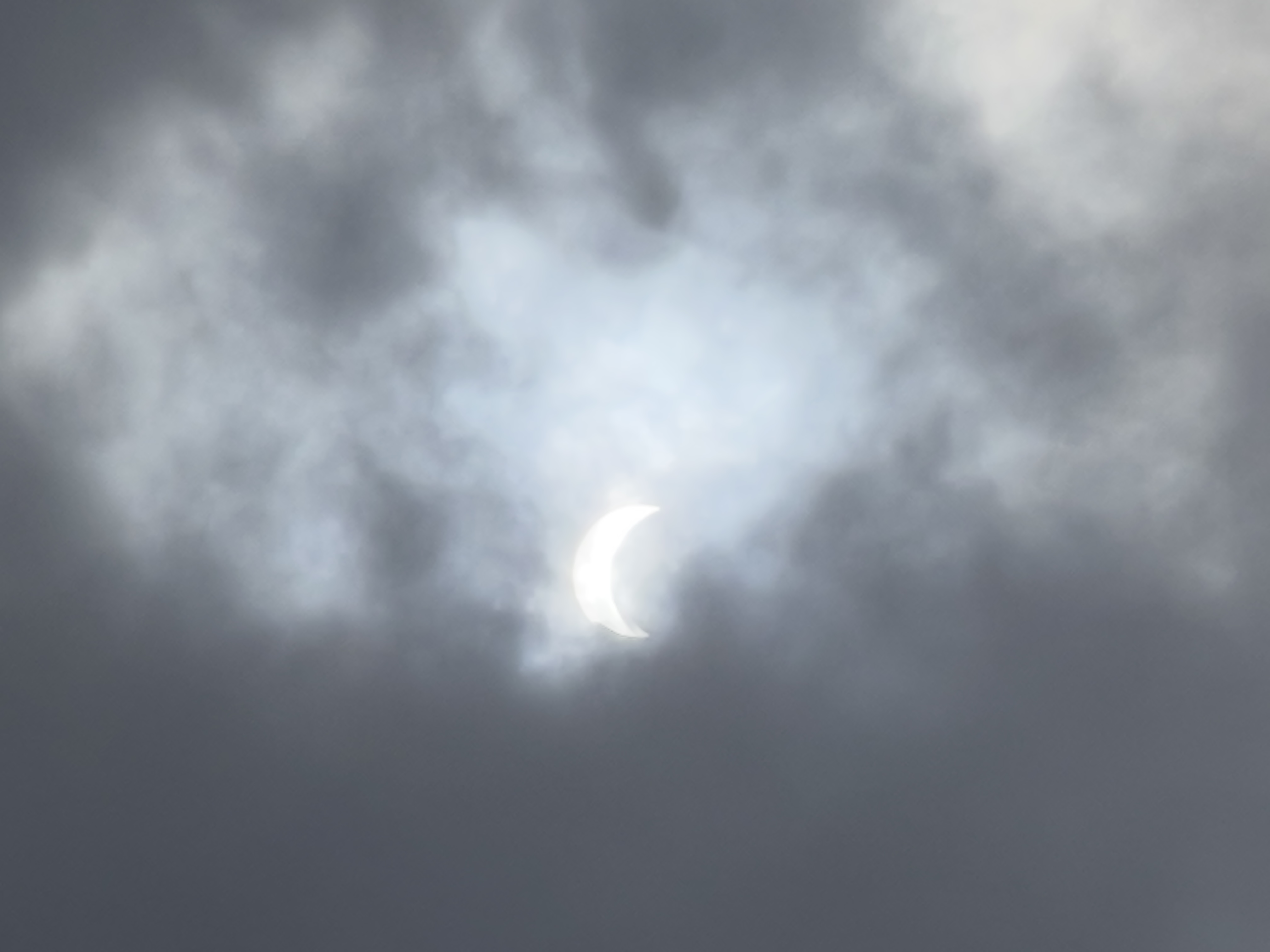
نیواورلئان
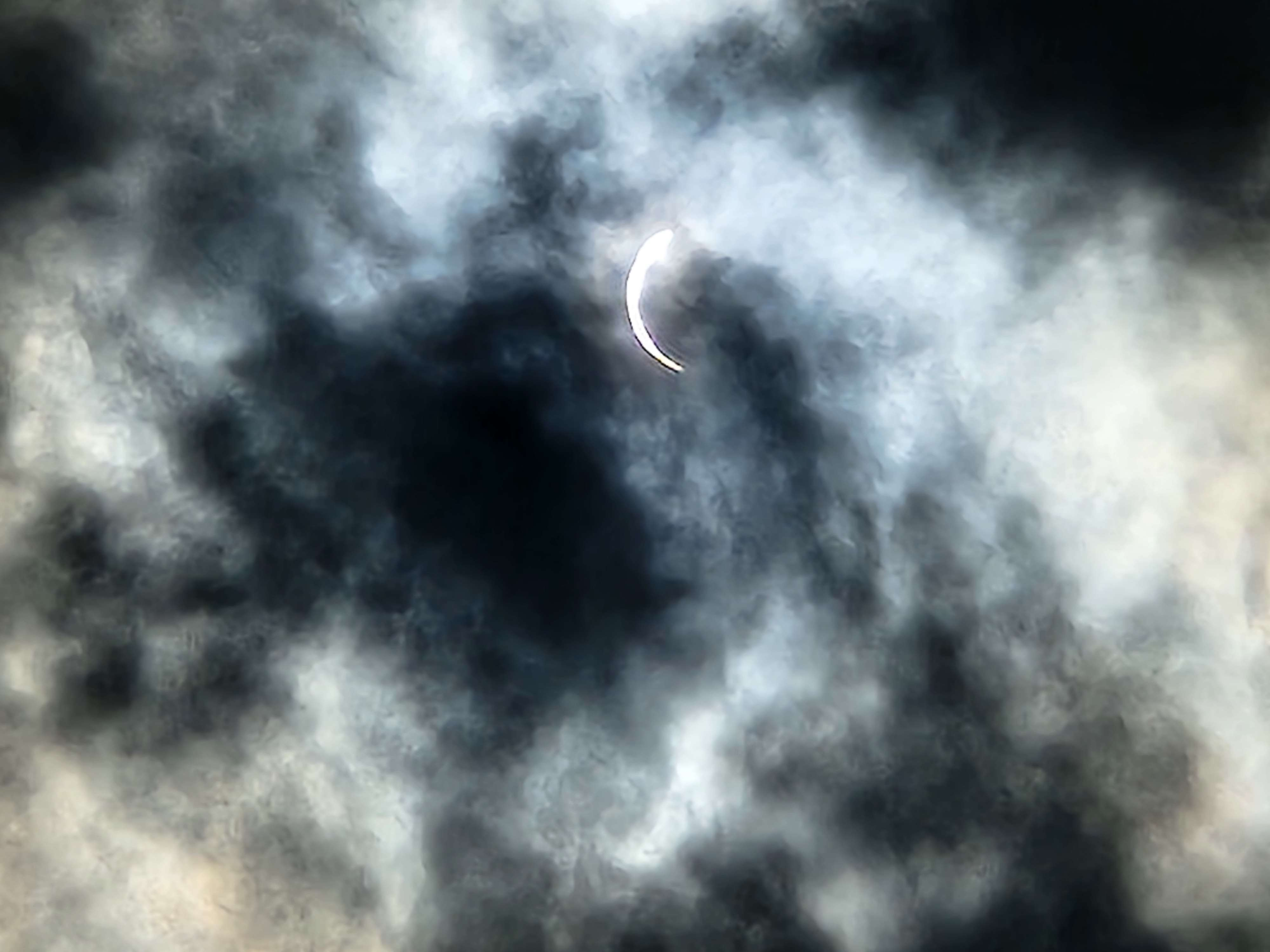
مونانگاهلا